# Speen (zoogdier)

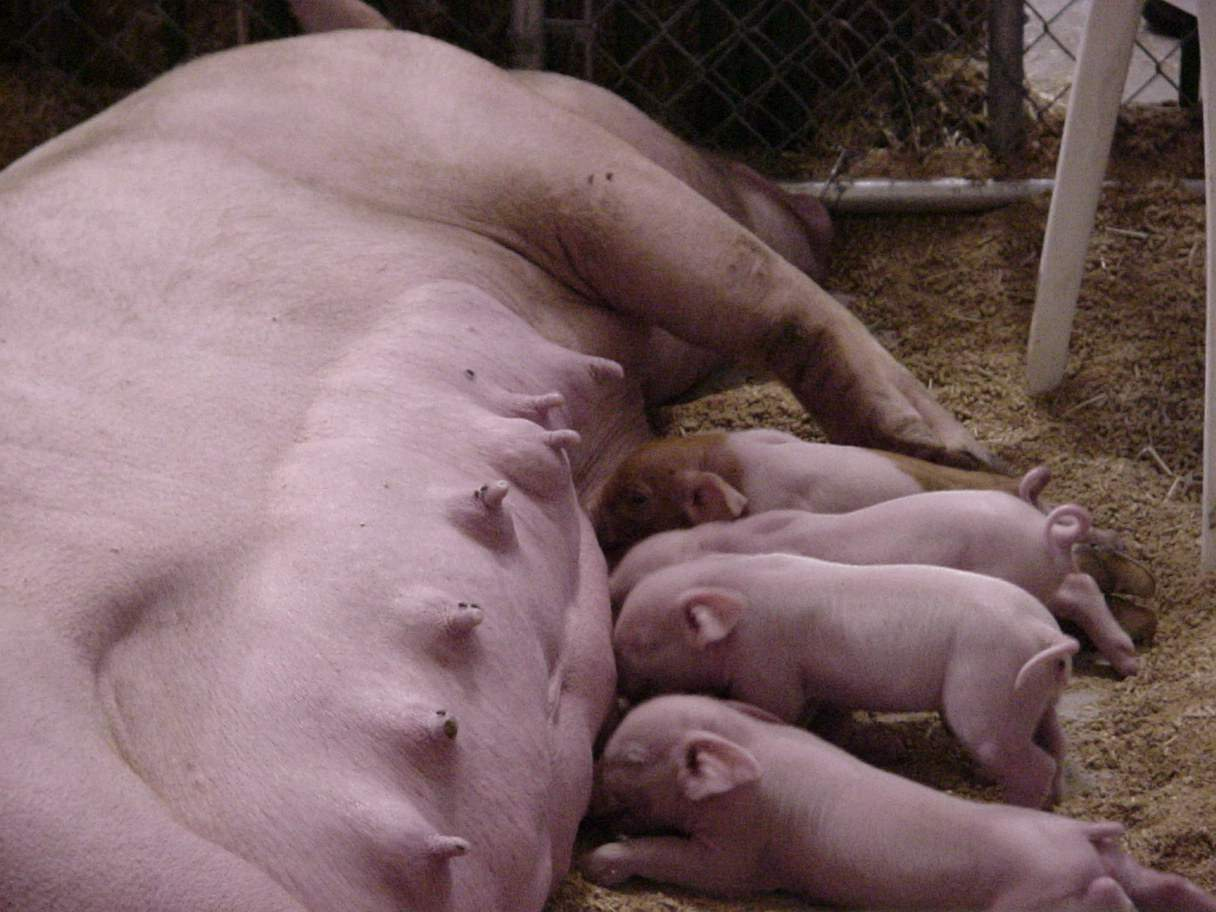
Spenen van een zeug

Een speen is een centraal punt gelegen op de uier van een vrouwelijk of mannelijk zoogdier. Bij mensen wordt een speen doorgaans tepel genoemd. Uit de spenen komt tijdens het zogen de melk voor het jong.  Zoogdieren kunnen twee of meer spenen hebben, meestal een even aantal. Paarden hebben twee spenen, koeien vier, katten acht, muizen tien en sommige varkens achttien. Enkele dieren hebben een oneven aantal, zo heeft de Virginiaanse opossum dertien spenen en tenreks hebben er 29, het hoogste aantal van alle zoogdieren.
Bij mannelijke dieren is de speen een rudimentair lichaamsdeel. Dit houdt in dat het geen functie heeft. Ze hebben toch spenen omdat de ontwikkeling van het embryo in eerste instantie vrouwelijk is (en er dus in beginsel vrouwelijke kenmerken groeien). Pas nadat de mannelijke hormoonklieren volgroeid zijn en mannelijk hormoon produceren, verschuift de ontwikkeling naar het mannelijke. Hierdoor zijn vrouwentepels groter en verder ontwikkeld dan mannentepels.